# ボーア＝ファン・リューエンの定理
ボーア＝ファン・リューエンの定理（―のていり、Bohr-van Leeuwen theorem）は固体物理学の定理であり、古典物理学を適用する限り、熱平衡にある物質の磁化は0であるという定理である。
これは古典物理学を適用する限り、電子の集団の自由エネルギーは磁場に依存しないことから導かれ、したがって反磁性、常磁性、強磁性などを説明できないということを意味する。これにより磁性とは量子力学的効果によって始めて説明されることとなる。
ヴァン・ヴレックはボーア＝ファン・リューエンの定理を簡潔に「いかなる有限の温度、有限の電場・磁場の下でも、熱平衡にある電子集団の磁化は結局はないに等しい。」と述べた。

## 歴史
今日ボーア＝ファン・リューエンの定理として知られている定理は、1911年にニールス・ボーアが発見してその博士論文の中で発表し、その後1919年にH. J. van Leeuwenによって再発見されその博士論文の中で発表した
。1932年、ヴァン・ヴレックは電気感受率と磁化率についての著書の中でボーアの最初の理論を形式化し、拡張した。この定理の発見の重要な点は、古典力学の範囲では反磁性、常磁性、強磁性などの磁性を説明できず、これらを説明するには量子力学と相対性理論が必須であるということである。

## 証明
ボーア＝ファン・リューエンの定理は、磁性を説明するには量子力学が必要だと数学的に証明している。
磁場がない状態での電子の運動エネルギーは
{\displaystyle {\frac {{\boldsymbol {p}}^{2}}{2m}}}
であり、したがってマクスウェル＝ボルツマン統計によると分配関数の運動エネルギーに依存する部分は
{\displaystyle Z_{0}=\int _{-\infty }^{+\infty }\exp {\left(-{\frac {1}{k_{\mathrm {B} }T}}{\frac {{\boldsymbol {p}}^{2}}{2m}}\right)}d{\boldsymbol {p}}}
である。一方、磁場{\displaystyle {\boldsymbol {B}}}によるベクトルポテンシャル{\displaystyle {\boldsymbol {A}}}下での運動エネルギーは
{\displaystyle {\frac {{\boldsymbol {p}}^{2}}{2m}}\rightarrow {\frac {\left({\boldsymbol {p}}-e{\boldsymbol {A}}/c\right)^{2}}{2m}}}
へと変化する。しかし分配関数は
{\displaystyle Z_{B}=\int _{-\infty }^{+\infty }\exp {\left(-{\frac {1}{k_{\mathrm {B} }T}}{\frac {\left({\boldsymbol {p}}-e{\boldsymbol {A}}/c\right)^{2}}{2m}}\right)}d{\boldsymbol {p}}}
{\displaystyle =Z_{0}}
となり、磁場のない場合に等しい。これは積分範囲が{\displaystyle -\infty \rightarrow +\infty }であるためである。
よって分配関数から
{\displaystyle F=-k_{\mathrm {B} }T\ln {Z}}
によって計算されるヘルムホルツの自由エネルギーも磁場に依存しない。よって磁化は
{\displaystyle {\boldsymbol {M}}=-{\frac {\partial F}{\partial {\boldsymbol {B}}}}=0}
となり、磁場によって磁化が生じない。

### 量子論
古典力学では分配関数は{\displaystyle {\boldsymbol {r}},{\boldsymbol {p}}}についての積分であったが、量子力学では跡を用いて
{\displaystyle Z=\operatorname {Tr} (e^{-\beta {\mathcal {H}}})}
と表される。このため古典力学では、変数{\displaystyle {\boldsymbol {p}}}と{\displaystyle {\boldsymbol {A}}}は可換（交換法則を満たす）であるのに対し、量子力学ではこれらの変数が非可換であるため0でない項が残り、この項が実際に観測される現象を記述する項となる。
この理論は後に拡張され、特殊相対性理論も考慮に入れる必要があることが示された。もしも相対論を考慮しないと、{\displaystyle \hbar \to 0}と{\displaystyle c\to 0}となり、2つの磁気的効果が打ち消しあう。したがって磁性とは相対論的量子力学により始めて説明される。

## 定理の適用
ボーア＝ファン・リューエンの定理はいくつかの分野で応用されている。その例としてはプラズマ物理学や電気力学、電気工学などがあげられる。